# Menhat Helmy
Menhat Allah Helmy née en 1925, morte en 2004, est une artiste et une pionnière égyptienne de la peinture, de la gravure et de l'estampe, qui a exposé dans de multiples pays, et a vécu en Égypte, en Angleterre et en Italie. C'est aussi une enseignante dans le domaine artistique. Son oeuvre s'inscrit dans plusieurs courants du XXe siècle, passant d’un certain réalisme figuratif à une approche plus abstraite.

## Biographie
Menhat Helmy naît à Helwan, en Égypte, le 11 juillet 1925. Elle est une enfant au milieu d'une fratrie de sept sœurs et deux frères. Son père, aux convictions progressistes, s'interdit de parler mariage à propos de ses filles, avant qu'elles aient effectuées des études, y compris des études supérieures, voire trouver un travail. Elle s'intéresse à l'art, et devient diplômée du ma`had al-ali li-ma`lumat al-funun al-jamila (Institut supérieur pour les enseignantes des beaux-arts) du Caire en 1949,, avant de poursuivre ses études à l'étranger, grâce à l'obtention d'une bourse, à la Slade School of Fine Art de Londres entre 1953 et 1955,. Elle y étudie avec des artistes comme Henry Moore ou encore Graham Sutherland. Elle  y décide de se consacrer au dessin, à la peinture et à la gravure.
Comme des artistes telles que Hussein El Gebaly, Abdullah Gohar et Mariam A. Aleem, Helmy fait partie d'une génération d'artistes pionniers qui ont joué un rôle essentiel dans le domaine artistique,,. Elle contribue aussi à affirmer le rôle des femmes dans l'Égypte moderne,. Ses gravures en noir et blanc sont saluées par la critique pour leur complexité et la difficulté de leur réalisation.
Après avoir remporté le Slade Prize of Etching en 1955, Menhat Helmy participe à des expositions dans le monde entier. Menhat Helmy revient quelque temps en Égypte en 1956. Gamal Abdel Nasser vient de parvenir au pouvoir, et confère à nouveau à ce pays un rôle fort au sein de l'Afrique, au sein du Monde arabe et dans les relations internationales, en période de guerre froide. Il fait bouger également la société égyptienne. Menhat Helmy s'intéresse aux changements de cette société égyptienne. Elle utilise son art pour dépeindre aussi bien l'allaitement d'un enfant par une femme égyptienne que la construction du haut barrage d'Assouan du point de vue des ouvriers, ou encore des élections parlementaires de 1957. Elle utilise aussi son art pour décrire les élections parlementaires de 1957 (marquées notamment par le vote autorisé pour les femmes pour la première fois et la possibilité pour elles de se présenter aux élections), ainsi qu'à la crise du canal de Suez. Sa ville natale, Helwan, est choisie pour devenir le site d'une grande ville industrielle, dans le cadre des tentatives du président Nasser d'industrialiser l'Égypte et d'être autonome par exemple sur la production de fer et d'acier. Cette ville se transforme progressivement en une banlieue du Caire pour la classe ouvrière. Mais si elle participe à la plupart des expositions locales en Égypte à partir de 1956 et organise dans son pays sa première exposition privée de gravures en 1966,, elle participe également à de nombreuses biennales internationales de gravures, en Allemagne de l'Ouest, en Yougoslavie, en Pologne, en Slovénie, en Italie, à Tokyo et en Inde. Elle remporte le prix du Salon du Caire en 1959 et 1960, le prix de l'Exposition de production du Caire en 1957 et le prix honorifique de Ljubljana en 1961. Menhat Helmy devient ensuite conférencière à l'Institut des beaux-arts du Caire, professeur de beaux-arts à l'université Helwan du Caire, professeur honoraire de gravure à l'Accademia delle Arti del Disegno de Florence, en Italie, et membre du PrintMaker Council au Royaume-Uni. Ses œuvres sont à l'époque figurative et s'inscrivent en partie dans le mouvement dit du réalisme socialiste. Dans une série de gravures réalisées entre 1956 et les années 1960, Menhat Helmy décrit aussi la dignité des habitants de Boulaq, en mettant l'accent sur la présence active des femmes dans ce quartier. Dans le contexte du féminisme égyptien, un mouvement qui existe depuis plusieurs décennies, elle est proche de l'approche artistique (oeuvres et écrits) d'Inji Efflatoun sur la cause féministe. En tant que nouvelles artistes professionnelles et enseignantes, toutes deux plaident en faveur de la promotion de l'éducation et du choix professionnel pour les femmes. Gazbia Sirry est une de ses amies.
A la fin des années 1950, elle épouse un médecin, Abdelghaffar Khallaf, et s'installe avec lui à Londres. Une décennie plus tard, elle reprend des études artistiques  au Morley College de Londres,, s'intéressant notamment au graphisme en couleur, entre 1973 et 1979. Son style évolue également vers l'art abstrait. Bien que Menhat Helmy se retire de la gravure dans les années 1980 en raison d'une affection pulmonaire contractée à cause des produits chimiques utilisés dans ses gravures, elle reprend l'enseignement à l'université d'Helwan. Elle meurt en 2004, à l'âge de 78 ans.
Pour autant, ses oeuvres continuent à être recherchées par des collectionneurs et des institutions. Son tableau Procession to Work est par exemple vendu à la maison de vente aux enchères Christie's en 2007. Autre exemple, son tableau abstrait Space Exploration est acquis par Sultan Sooud Al-Qassemi de la Barjeel Art Foundation en 2019.